# Hyphydrus japonicus
Hyphydrus japonicus är en skalbaggsart som beskrevs av Sharp 1873. Hyphydrus japonicus ingår i släktet Hyphydrus och familjen dykare.

## Underarter
Arten delas in i följande underarter:
- H. j. vagus
- H. j. japonicus